# باتيس (خنفر)

تعديل مصدري - تعديل

باتيس هي إحدى قرى عزلة جعار بمديرية خنفر التابعة لمحافظة أبين، بلغ تعداد سكانها 5313 نسمة حسب تعداد اليمن لعام 2004.